# 福山本郷道路
福山本郷道路（ふくやまほんごうどうろ）は、広島県尾道市と同県三原市本郷町を結ぶ地域高規格道路である。総延長は約30 kmで、国道2号のバイパス道路などによって構成される。

## 構成する道路
本道路は国道2号のバイパスである尾道バイパス・木原道路・三原バイパスと、尾道バイパスから西の計画区間によって構成される。このうち、尾道バイパスの一部と木原道路は自動車専用道路である。

### 尾道バイパス
- 起点 : 尾道市高須町
- 終点 : 尾道市福地町
- 延長 : 9.0 km

尾道バイパスは起点部において高規格幹線道路・尾道福山自動車道（松永道路）に接続する。

### 木原道路
- 起点 : 尾道市福地町
- 終点 : 三原市糸崎8丁目
- 延長 : 3.8 km

### 三原バイパス
- 起点 : 三原市糸崎8丁目
- 終点 : 三原市新倉2丁目
- 延長 : 9.9km

また、三原バイパスから山陽自動車道・本郷IC付近に至る計画区間がある。